# معبد أيرافيتسفارا
معبد أيرافيتسفارا هو معبد هندوسي على طراز عمارة درفيدية يقع في كومباكونام بولاية تاميل نادو،الهند.أدرج المعبد ضمن مواقع التراث العالمي في 2004.